# Argyrodes gazingensis
Argyrodes gazingensis là một loài nhện trong họ Theridiidae.
Loài này thuộc chi Argyrodes. Argyrodes gazingensis được Benoy Krishna Tikader miêu tả năm 1970.